# Michael Burnham
Michael Burnham é uma personagem fictícia e protagonista da série televisiva de ficção científica Star Trek: Discovery. Interpretada pela atriz estadunidense Sonequa Martin-Green, ela originalmente aparece como Primeira Oficial da USS Shenzhou sob o comando da Capitã Philippa Georgiou (Michelle Yeoh) até ser presa por motim. Após seis meses em prisão, Burnham é recrutada pelo Capitão Gabriel Lorca (Jason Isaacs) e passa a tripular na USS Discovery como Especialista de Ciência. A personagem é introduzida como uma antropóloga que promove pesquisas sobre novas raças e culturas em nome da Frota Estelar.
Burnham é a segunda mulher negra a protagonizar uma série televisiva da franquia Star Trek, assim como a primeira protagonista que não é capitã de uma nave da Frota Estelar. Contudo, acaba assumindo o comando da ISS Shenzhou no universo paralelo. Bryan Fuller desenvolveu a personagem com base no impacto cultural da performance de Nichelle Nichols como Nyota Uhura e nas biografias de Mae Jemison e Ruby Bridges. Conforme o desenvolvimento do enredo, Burnham é revelada como irmã adotiva de Spock (Leonard Nimoy), tendo sido adotada por Sarek quando seus pais foram mortos pelos Klingons.
A personagem levantou controvérsia sobre a decisão de Fuller em relacioná-la com a família de Spock. Houve também uma controvérsia em escalar uma protagonista afro-americana, que levou a diversos debates nos setores da imprensa. Contudo, o desenvolvimento da personagem têm sido altamente elogiado pela crítica especializada, com destaque para a atuação de Martin-Green.